# Вурдалак (фильм)
«Вурдалак» (фр. Le Vourdalak) — французский готический и мистический фильм ужасов 2023 года, снятый режиссёром Адриеном Бо. Является экранизацией готического рассказа русского писателя Алексея Константиновича Толстого «Семья вурдалака».
Для работы над фильмом оператор Давид Шизалле использовал объектив Супер-16, а саундтрек был вдохновлён музыкой Нино Роты к фильму «Казанова Феллини».

## Синопсис
Заблудившийся в незнакомом лесу маркиз д’Юрфе, посланник короля Франции, находит приют в доме загадочной семьи.

## В ролях
- Кейси Моттет Кляйн — маркиз Жак Антуан Сатурнен д’Юрфе
- Ариана Лабед — Сденка
- Грегуар Колен — Егор
- Вассили Шнайдер — Пётр
- Клэр Дюбюрк — Аня
- Габриэль Павье — Влад
- Адриен Бо — Горша (озвучка)

## Релиз
Премьера фильма состоялась 2 сентября 2023 года на 80-м Венецианском кинофестивале. Во французский прокат картина вышла 25 октября 2023 года, а в российский — 18 января 2024 года, собрав 31 590 долларов.

## Отзывы критиков
На французском сайте-агрегаторе AlloCiné фильм имеет рейтинг 2,8 звёзд из 5 на основе отзывов 17 критиков.

## Награды и номинации
- Венецианский кинофестиваль
  - Главный приз Венецианской международной недели критиков, лучший фильм — номинация
  - Главный приз Венецианской международной недели критиков, специальное упоминание (Ариана Лабед) — победа

- Международный кинофестиваль в Салониках
  - «Золотой Александр» — номинация

- Международный фестиваль независимых фильмов в Бордо
  - Главный приз жюри — номинация[8].